# Galbusera

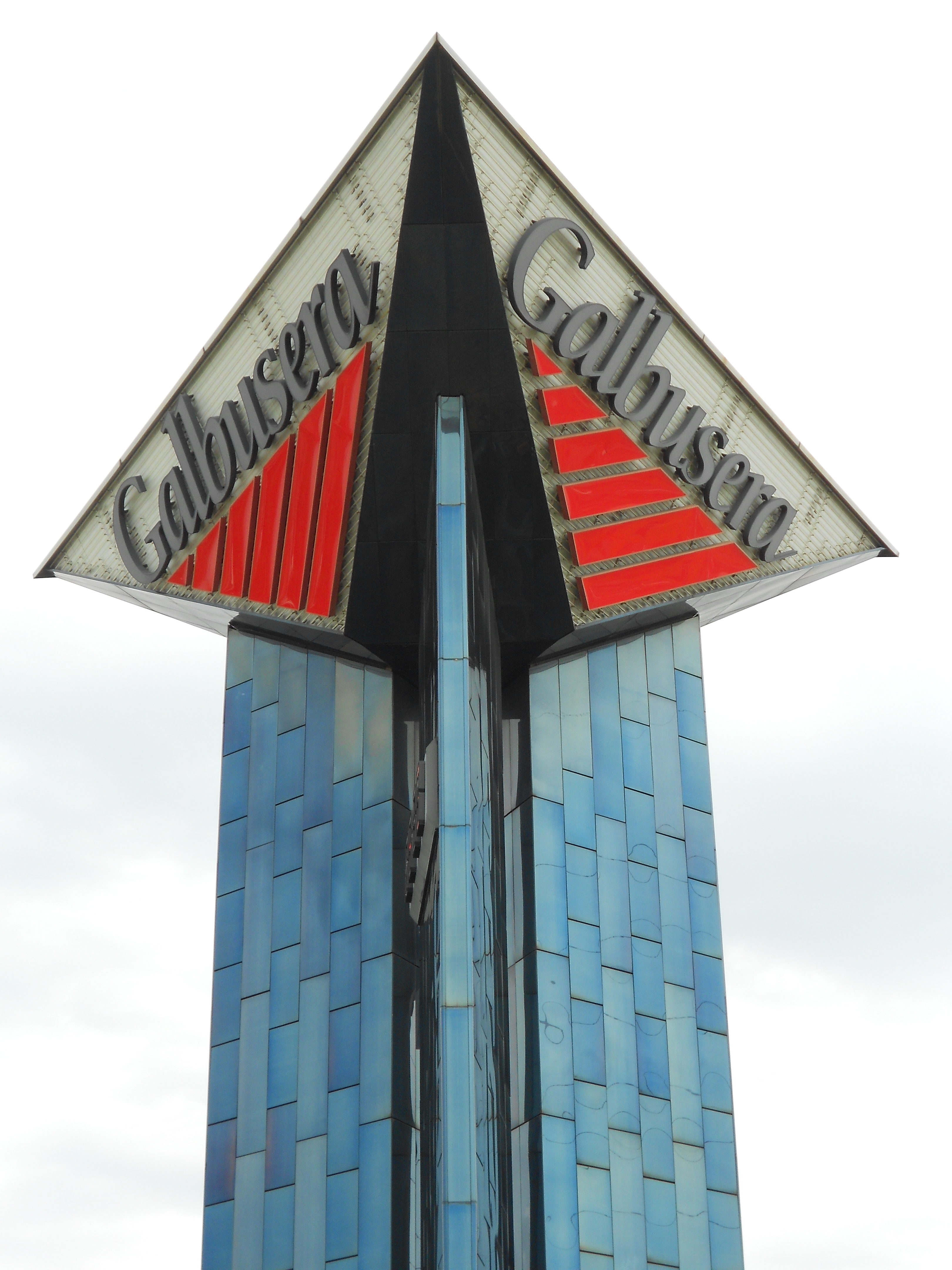
Totem Galbusera, Agrate Brianza

La Galbusera S.p.A. è un'azienda alimentare italiana che produce biscotti, cracker e snack, attiva in Italia e all'estero, fondata da Mario ed Enea Galbusera a Morbegno nel 1938 con sede a Cosio Valtellino.

## Storia
Venne fondata nel 1938 dai fratelli Mario ed Enea Galbusera che, ampliando il laboratorio del padre Ermete, aprono un caffè pasticceria a Morbegno, in Valtellina.
Il primo stabilimento produttivo venne costruito nel 1950, ma solo con l'apertura dello stabilimento di Cosio Valtellino (SO) nel 1966 la distribuzione dei biscotti e degli altri prodotti, che ormai si estendeva per tutto il nord Italia, può essere supportata. Negli anni settanta viene fondata la sede per gli uffici commerciali e marketing di Agrate Brianza, viene anche creata da Franco Giandonati, storico manager milanese collaboratore di Mario Galbusera, la rete distributiva che porta i biscotti Galbusera fuori dalla Valtellina.
Negli anni novanta l'azienda concentra la produzione sul settore salutistico coniando lo slogan "La salute prima di tutto" insieme alla nascita della linea di prodotti Speciali Salute. Dagli anni duemila l'azienda si propone sul mercato con diverse linee di prodotti alimentari.
Nel 2014 l'azienda ha acquisito dalla Sammontana la proprietà della società milanese Tre Marie Ricorrenze srl, antico marchio della produzione di panettoni.
Il controllo dell'azienda è ancora della famiglia nelle persone dei componenti della terza generazione: Paolo, Lorenzo e Guido Galbusera che, con Nicoletta Zamboni, hanno il 25% a testa affidando però la gestione al manager esterno Alessandro Pittaluga. Mario Galbusera è morto il 23 aprile 2018, nel 2002 ricevette il titolo di Cavaliere del Lavoro.

### Promozione
Negli anni ottanta l'azienda è stata protagonista di una famosa campagna pubblicitaria in cui il testimonial era un personaggio chiamato Mago G, i cui slogan erano "Chiudi gli occhi, apri la bocca" e  "È una storia vera, è Galbusera". Vestito con un completo elegante giallo e una tuba a strisce gialle e rosse, con una vistosa parrucca gialla, il Mago G distribuiva confezioni di biscotti ai passanti pattinando lungo le vie di una città; era interpretato dall'attore Luca Levis fino al 1986, anno in cui scadde il contratto che legava Levis all'azienda, che lo sostituì con un altro attore, il quale però non incontrò i favori del pubblico, così dopo qualche anno gli spot con il Mago G vennero abbandonati.
Nel 2019 l'azienda attua un rinnovo completo della propria comunicazione, tramite un rinnovamento dell'immagine aziendale (nuovo logo, nuove confezioni) e della promozione pubblicitaria. Tale rinnovamento fu affidato all'azienda pubblicitaria americana VMLY&R, la quale presenta una campagna promozionale registrata con tecniche d'animazione digitale, diretta dal regista canadese Gabe Hordos.